# Hämmelsmarsch
Der Hämmelsmarsch ist eine alte luxemburgische Tradition. Dabei zieht der örtliche Musikverein durch die Gemeinde um zur Kirmes einzuladen. Er spielt dabei den „Hämmelsmarsch“ von Michel Lentz. Früher wurden beim Umzug Hammel mitgeführt – daher der Name. Heute sind die Hammel praktisch überall aus den Umzügen verschwunden.
Der Hämmelsmarsch ist für viele Musikvereine eine wichtige Einnahmequelle, da beim Umzug Spenden für den Verein gesammelt werden.
1982 wurde in der Stadt Luxemburg der Hämmelsmarsch-Brunnen des Bildhauers Wil Lofy eingeweiht.